# Discours de la servitude volontaire
 (mai 2017).
Le Discours de la servitude volontaire ou le Contr'un est un ouvrage rédigé par Étienne de La Boétie. Publié en latin, par fragments en 1574, puis intégralement en français en 1576, il a été écrit par La Boétie probablement à l'âge de 16 ou 18 ans.
Ce texte consiste en un court réquisitoire contre la tyrannie qui étonne par son érudition et par sa profondeur, alors qu'il a été rédigé par un jeune homme. Ce texte pose la question de la légitimité de toute autorité sur une population et essaie d'analyser les raisons de la soumission de celle-ci (rapport « domination-servitude »).
L’originalité de la thèse de La Boétie est de soutenir que la servitude est volontaire et non imposée par la force. Si ce n'était pas le cas, comment concevoir qu’un petit nombre contraigne l’ensemble des autres citoyens à obéir aussi servilement ? En fait, tout pouvoir, même quand il s’impose d’abord par la force des armes, ne peut dominer et exploiter durablement une société sans la collaboration, active ou résignée, d’une partie notable de ses membres. Pour La Boétie, « Soyez donc résolus à ne servir plus. Et vous voilà libres. »[réf. à confirmer].

## L’œuvre
La puissance subversive de la thèse développée dans le Discours ne s’est jamais démentie. Même s’il serait anachronique de la qualifier d’anarchiste, cette thèse résonne encore aujourd’hui dans la réflexion libertaire sur le principe d’autorité. Le jeune humaniste sarladais recherchait une explication à l’étonnant et tragique succès que connaissent les tyrannies de son époque. S’écartant de la voie traditionnelle, La Boétie porte son attention non sur les tyrans mais sur les sujets privés de leur liberté. Et il pose une question troublante : comment peut-il se faire que « tant d’hommes, tant de bourgs, tant de villes, tant de nations endurent quelquefois un tyran seul, qui n’a de puissance que celle qu’ils lui donnent ? » Si pour éviter la censure, les exemples sont tirés de l’Antiquité, la réflexion porte bien sur son époque, dans un pays où le poids du pouvoir monarchique se renforce.
L’originalité de la thèse de La Boétie est contenue tout entière dans l’association paradoxale des termes « servitude » et « volontaire ». Il établit ainsi un modèle de la servitude, des causes de son apparition à celles de son maintien qu’il s’agit d’établir ici.
Il s'agit d'un point de vue. La Boétie, en énonçant son discours, ne se positionne pas comme maître à penser, ni comme détenteur de la vérité : ceux qui affirment détenir la vérité sont en vérité ceux qui détiennent la maîtrise. Ce qui est vrai, c'est la compréhension singulière qu'on a du texte ; pour accéder à la liberté, il faut n'être ni maître ni esclave. C'est à un relativisme sceptique que le Discours invite à penser[réf. souhaitée] ; question de point de vue.

### Comment un homme arrive-t-il à dominer un peuple?

#### Le Malencontre: origine de la dénaturation
La Boétie découvre, par glissement hors de l'Histoire, que la société où le peuple veut servir le tyran est historique mais qu'elle n'est pas éternelle et n'a pas toujours existé, qu'elle a une date de naissance et que quelque chose a dû nécessairement se passer, pour que les hommes tombent de la liberté dans la servitude :
« quel malencontre a été cela, qui a pu tant dénaturer l’homme, seul né de vrai pour vivre franchement [librement] ; et lui faire perdre la souvenance de son premier être, et le désir de le reprendre ? »

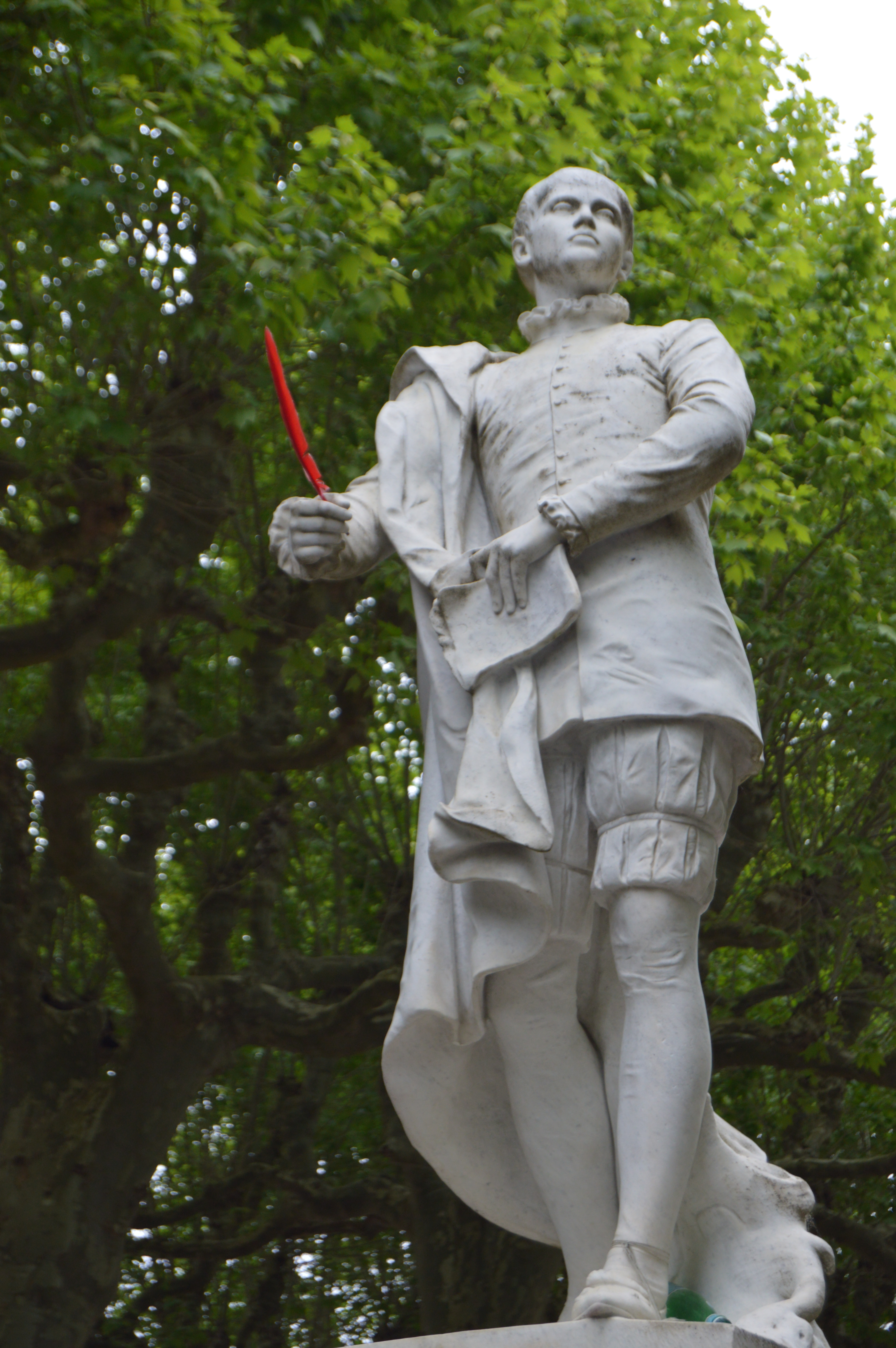
Statue d'Étienne de La Boétie à Sarlat-la-Canéda (Dordogne).

Le Malencontre est un accident tragique, une malchance inaugurale dont les effets ne cessent de s'amplifier au point que s'abolit la mémoire de l'avant, au point que l'amour de la servitude s'est substitué au désir de liberté. La Boétie considère donc le passage de la liberté à la servitude « sans nécessité » et affirme que la division de la société entre ceux qui commandent et ceux qui obéissent est « accidentelle ». Ce qui est désigné ici, c'est bien ce moment historique de la naissance de l'Histoire, cette rupture fatale que constitue dans l’histoire de l’humanité la naissance de l’État. Or, celle-ci est contingente, et non pas inévitable.
Cette chute de la société dans la servitude volontaire de presque tous à un seul fait apparaître un homme nouveau, qui n'est plus un homme, pas même un animal, puisque « les bêtes… ne se peuvent accoutumer à servir, qu’avec protestation d’un désir contraire… », cet être difficile à nommer est dénaturé. Car la servitude est contraire à l’état de nature :
« Ce qu’il y a de clair et d’évident pour tous, et que personne ne saurait nier, c’est que la nature, premier agent de Dieu, […] nous a tous créés et coulés, en quelque sorte au même moule, pour nous montrer que nous sommes tous égaux, ou plutôt frères. »
L’état de nature voudrait donc que les sociétés soient « égalitaires » où personne ne pourrait détenir du pouvoir sur les autres. C’est-à-dire le contraire de la servitude que connaissent les peuples. La première cause de la servitude est donc l'oubli de la liberté, et la coutume de vivre dans une société hiérarchisée où règne la domination des uns sur les autres. « La première raison de la servitude volontaire, c'est l'habitude » ; « la première raison pour laquelle les hommes servent volontairement, c'est qu'ils naissent serfs et qu'ils sont élevés dans la servitude ».

#### La liberté délaissée
C’est bien le peuple qui délaisse la liberté, et non pas le tyran qui la lui prend. En effet, comment expliquer que les hommes non seulement se résignent à la soumission mais, bien plus, servent avec leur plein consentement ? Ainsi certains hommes seraient même prêts à perdre leur vie pour le tyran. Seule la servitude de l’homme permet au tyran de rester au pouvoir, l’obéissance est un préalable à la violence.
Face à l’individu qui s’est soumis, La Boétie refuse d’opposer les bons princes aux mauvais tyrans. Qu'importe en effet que le prince soit d'un naturel aimable ou cruel : n'est-il pas, de toute manière, le prince que le peuple sert ? « S’ils arrivent au trône par des moyens divers, leur manière de régner est toujours à peu près la même. Ceux qui sont élus par le peuple le traitent comme un taureau à dompter, les conquérants comme leur proie, les successeurs comme un troupeau d’esclaves qui leur appartient par nature. »
Aux questions pourquoi le Malencontre est-il advenu ? – pourquoi la dénaturation de l'homme a-t-elle eu lieu ? – pourquoi la division s'est-elle installée dans la société ?, La Boétie ne répond pas. Elle concerne, énoncée en termes modernes, l'origine de l’État. Mais rien ne permet à l’auteur de comprendre pour quelles raisons les hommes renoncèrent à la liberté. Il tente en revanche d'apporter une réponse à la seconde question : comment le renoncement à la liberté peut-il être durable, comment l'inégalité se reproduit-elle constamment ?

### De la pérennité de la tyrannie comme modèle de domination

#### La volonté de soumission
L’une des raisons de ce maintien de la servitude est que les tyrans usent de plusieurs stratagèmes pour affaiblir le peuple. D'abord, le peuple est engourdi par le théâtre et les passe-temps ludiques. La Boétie condamne ainsi ces « drogueries » :
« Les théâtres, les jeux, les farces, les spectacles, les gladiateurs, les bêtes curieuses, les médailles, les tableaux et autres drogues de cette espèce étaient pour les peuples anciens les appâts de la servitude, la compensation de leur liberté ravie, les instruments de la tyrannie. » Le tyran allèche ses esclaves pour endormir les sujets dans la servitude. Il accorde des largesses à son peuple sans que celui-ci se rende compte que c’est avec l’argent même soutiré à ses sujets que ces divertissements sont financés. Ils font parfois, avant de commettre leurs crimes, de beaux discours sur le bien général et la nécessité de l’ordre public. D’autres utilisent l’artifice de la religion pour susciter la crainte du sacrilège, utilisant la tendance de l’ignorant à la superstition. La Boétie, dans un siècle pourtant marqué par les guerres de religion, distingue Dieu du pouvoir. Le pouvoir n’est pas d’origine divine, mais vient bien de la servitude des hommes.

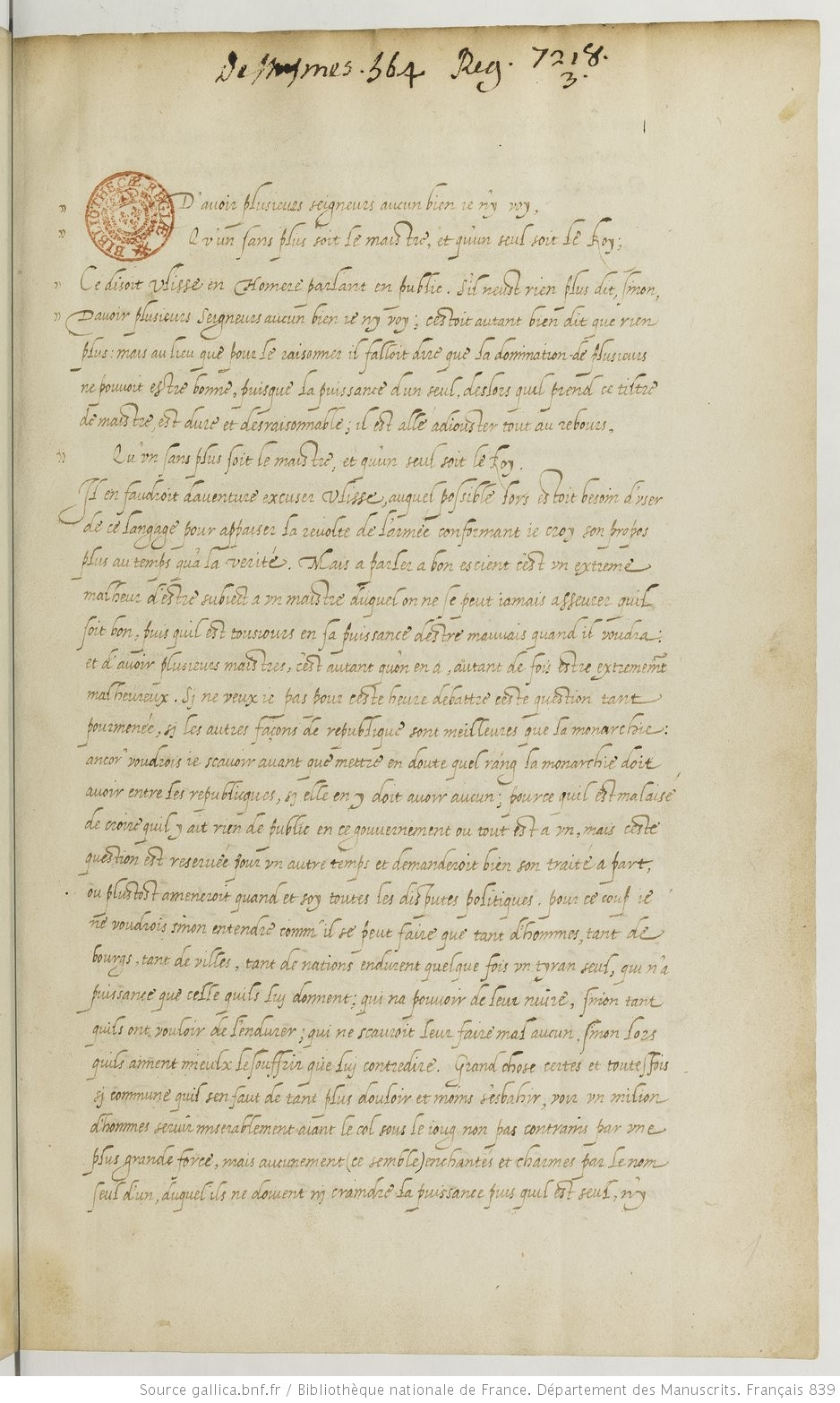
Premier folio du « manuscrit de Mesmes » du Discours de la servitude volontaire d'Étienne de La Boétie conservé à la Bibliothèque nationale de France. (Source : Gallica – BnF)

Mais l'idéologie, les passe-temps ludiques et les diverses superstitions ne peuvent endormir que le « gros populas », et non pas les « hommes bien nés » et cultivés.
« Toujours en est-il certains qui, plus fiers et mieux inspirés que les autres, sentent le poids du joug et ne peuvent s’empêcher de le secouer ; qui ne se soumettent jamais à la sujétion […] Ceux-là ayant l’entendement net et l’esprit clairvoyant, ne se contentent pas, comme les ignorants encroûtés, de voir ce qui est à leurs pieds, sans regarder ni derrière, ni devant ; ils rappellent au contraire les choses passées pour juger plus sainement le présent et prévoir l’avenir. Ce sont ceux qui ayant d’eux-mêmes l’esprit droit, l’ont encore rectifié par l’étude et le savoir. Ceux-là, quand la liberté serait entièrement perdue et bannie de ce monde, l’y ramèneraient ; car la sentant vivement, l’ayant savourée et conservant son germe en leur esprit, la servitude ne pourrait jamais les séduire, pour si bien qu’on l’accoutrât. » Ainsi, même sous un régime autoritaire, il y en aura toujours pour résister.
Mais la principale raison est qu'une partie de la population se met au service de la tyrannie par cupidité et désir d'honneurs. « Ce que j’ai dit jusqu’ici sur les moyens employés par les tyrans pour asservir [la contrainte, la coutume d’obéir, l’idéologie, les jeux ou les superstitions], n’est guère mis en usage par eux que sur la partie ignorante et grossière du peuple. » Ainsi, si le tyran veut maintenir sa domination, il doit trouver un autre stratagème pour les gens instruits. C'est là « le secret et le ressort de la domination, le soutien et le fondement de toute tyrannie » : rendre ces gens « complices » des « cruautés » du tyran, les asservir en leur donnant l'occasion de dominer d'autres à leur tour. Ce sont donc les courtisans qui se font les complices de la tyrannie, perdant du même coup leur propre liberté. Certains hommes flattent leur maître espérant ses faveurs, sans voir que la disgrâce les guette nécessairement, devenus complices du pouvoir. Ainsi se forme la pyramide sociale qui permet au tyran d’« asservir les sujets les uns par le moyen des autres ». La résistance et l'usage de la raison sont donc les moyens de reconquérir la liberté (La Boétie ne fait aucune théorie de la révolte populaire) car les tyrans « ne sont grands que parce que nous sommes à genoux » (Vergniaud).
La tyrannie s’assimile à une pyramide fondée sur le contrôle social: « cinq ou six ont eu l’oreille du tyran […]. Ces cinq ont six cents qui profitent sous eux, et qui font de leurs six cents ce que les six sont au tyran […] ces six cents en maintiennent sous eux six mille… ». Une majorité a alors intérêt à la tyrannie. La structure hiérarchique du pouvoir permet d’enfermer la majorité dominée en différents sous-groupes intermédiaires. Marcel Conche résume cette pyramide des intérêts en une formule : « le tyran tyrannise grâce à une cascade de tyranneaux, tyrannisés sans doute, mais tyrannisant à leur tour ».
Or, ces courtisans sont encore moins libres que le peuple opprimé : « Le laboureur et l’artisan, pour tant asservis qu’ils soient, en sont quittes en obéissant ; mais le tyran voit ceux qui l’entourent, coquinant et mendiant sa faveur. Il ne faut pas seulement qu’ils fassent ce qu’il ordonne, mais aussi qu’ils pensent ce qu’il veut, et souvent même, pour le satisfaire, qu’ils préviennent aussi ses propres désirs. Ce n’est pas tout de lui obéir, il faut lui complaire, il faut qu’ils se rompent, se tourmentent, se tuent à traiter ses affaires et puisqu’ils ne se plaisent que de son plaisir, qu’ils sacrifient leur goût au sien, forcent leur tempérament et le dépouillant de leur naturel […] Est-ce là vivre heureusement ? Est-ce même vivre ? […] Quelle condition est plus misérable que celle de vivre ainsi n’ayant rien à soi et tenant d’un autre son aise, sa liberté, son corps et sa vie ! »

#### Comment sortir de cette servitude?
Pour sortir de cette domination, il faut sortir de l'habitude. L'Homme qui connaît la liberté n'y renonce que contraint et forcé. Mais ceux qui n'ont jamais connu la liberté « servent sans regret et font volontairement ce que leurs pères n’auraient fait que par contrainte. La première raison pour laquelle les hommes servent volontairement, c’est qu’ils naissent serfs et qu’ils sont élevés comme tels. » Comme le précise La Boétie, « on ne regrette jamais ce que l’on n’a jamais eu ».

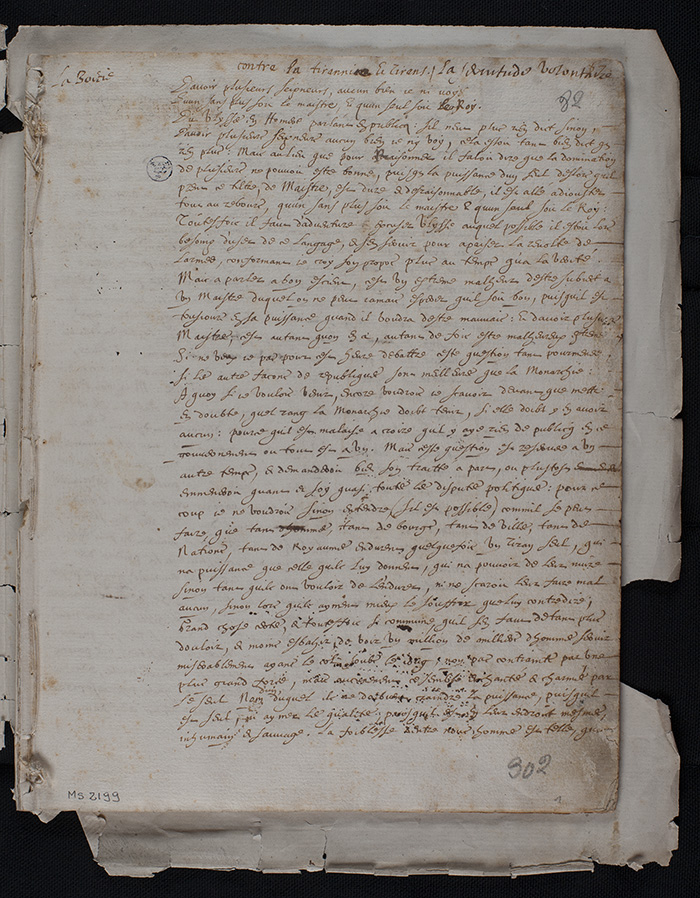
Premier feuillet du manuscrit Ms. 2199 du Discours de la servitude volontaire d'Étienne de La Boétie conservé à la Bibliothèque municipale de Bordeaux. (Source : Bibliothèques Virtuelles Humanistes)

Ce n'est pas que l'homme nouveau ait perdu sa volonté, c'est qu'il la dirige vers la servitude : le peuple, comme s'il était victime d'un sort, d'un enchantement, veut servir le tyran. En effet, pour l’auteur du Discours, la domination du tyran ne tient que par le consentement des individus. Sans ce consentement, la domination ne serait rien : « soyez résolus de ne servir plus, et vous voilà libres ». Les hommes sont responsables de leur assujettissement au pouvoir.
En un mot, la tyrannie repose moins sur la répression que sur la dépossession volontaire de la liberté.
Pour La Boétie, la liberté n'est pas l'objet de la volonté, mais désir (volonté) et liberté sont confondus : désirez et vous êtes libre, car un désir qui n'est pas libre n'est pas concevable, n'est pas un désir. La liberté c'est ce que nous sommes, et si vous n'êtes pas libre, c'est que vous avez renoncé à votre désir. Le point central de la domination est ainsi le refus par le moi, le je, de s'assumer comme liberté.
C’est le principe de la désobéissance civile qui sera ensuite repris d’Henry David Thoreau à Gandhi. La Boétie est un de ces premiers théoriciens d’un mode d’action qu’il faut distinguer de la rébellion, qui elle est active. Sans le soutien actif du peuple, les tyrans n’auraient aucun pouvoir. La désobéissance passive suffit à briser les chaînes de la domination.
Comment ne pas rentrer dans la servitude ? En gardant l'esprit libre. Un tyran peut-il régner sur un peuple d'Hommes Libres ? On note ici l'inspiration de saint Augustin.

## Histoire d'une œuvre
Ce sont les monarchomaques protestants qui les premiers, face aux persécutions, décident de le publier en 1574, sous le nom de Contr’un. Cet ouvrage constitue une excellente préfiguration de la pensée anti-absolutiste qui commence à se diffuser dans le royaume. Après le massacre de la Saint-Barthélemy se pose légitimement pour eux la question de leur relation au tyran et de la nécessité de s’en libérer. Mais cette édition hâtée empêche Montaigne (grand ami de La Boétie) de l’inclure dans ses Essais qu'il avait écrits comme « écrin » pour ce discours, de peur de passer pour un calviniste et de discréditer l’œuvre.
L'œuvre est publiée en 1578, de manière anonyme, dans un ouvrage en trois volumes, parmi plus de 250 autres pièces, sous le titre Memoires de l’estat de France sous Charles IX. Cet ouvrage est condamné à être brûlé en place publique par un arrêt du Parlement de Bordeaux du 7 mai 1579 comme contenant des propos scandaleux et diffamatoires. La Boétie est déjà mort depuis quinze ans (1563). Selon Alain Legros, la publication de l'ouvrage sur les "Massacres à Bourdeaux" en 1578 est une cause possible de l'éviction tardive de la « Servitude volontaire » du livre I des Essais de Montaigne, peut-être à l'initiative de l'imprimeur Simon Millanges. 
La Boétie élabore une réflexion très originale pour son époque. La virulence du texte (même si cela est atténué par l’emploi d’exemples uniquement tirés de l’Antiquité afin de protéger son auteur), le peu d’occurrence de Dieu dans la réflexion sur le pouvoir, la notion de désobéissance civile, sont des problématiques qui ne seront reprises que bien plus tard.

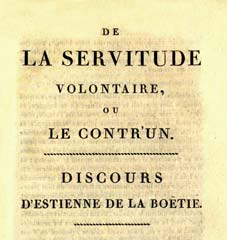
Discours de la servitude volontaire.

Toutefois, la réflexion de La Boétie est oubliée pendant plusieurs siècles, réapparaissant sporadiquement. Il est même plagié sous la Révolution française par Marat dans Les Chaînes de l’esclavage. Ce n’est qu’au XIXe siècle avec Lamennais que Le Discours de la servitude volontaire est enfin reconnu comme une œuvre majeure. Il est ensuite repris par des auteurs comme Henri Bergson, Simone Weil ou Pierre Clastres (anthropologue qui a étudié des sociétés sans pouvoir étatique), inspirant tous ceux qui n’ont pas fini de s’étonner que « dans la balance sociale, le gramme l’emportait sur le kilo ». Plus tard, Wilhelm Reich, Gilles Deleuze et Félix Guattari font de la question de la servitude volontaire l'énigme centrale de la philosophie politique, notamment dans L'Anti-Œdipe.
La question est reformulée à partir de nouvelles approches qui tentent d'y répondre. C'est le cas du sociologue français Luc Boltanski, qui reprend la question et demande : « pourquoi les acteurs acceptent-ils l'existence factuelle des inégalités alors qu'il est très difficile de les justifier, même du point de vue d'une logique méritocratique », ou, en d'autres termes, « comment un petit nombre d'acteurs peut-il établir de manière durable un pouvoir sur un grand nombre d'acteurs ? »
Un parallèle a pu être dressé entre l'œuvre de La Boétie et celle de Rousseau : « Comment l’homme, que sa naissance et sa nature font libre, peut-il pourtant supporter la réalité universelle de la domination et de la servitude ? À deux siècles d’écart, cette interrogation semble être commune à La Boétie et à Rousseau : tous deux travaillent autour de l’apparente énigme qui voit la servitude réelle contredire la liberté naturelle. »
On peut ajouter à cette liste la réflexion de Paul Nizan dans Les Chiens de garde, qui livre dans cet essai une analyse des moyens utilisés pour entretenir cette servitude et du rôle complice de générations successives d'intellectuels et philosophes.
Le concept de servitude volontaire alimente également la réflexion sur les questions de notre rapport à l'informatique et au numérique dans son ensemble,,.

### Citations
- « Il y a trois sortes de tyrans. Les uns règnent par l’élection du peuple, les autres par la force des armes, les derniers par succession de race. »
- « Pareillement les tyrans, plus ils pillent, plus ils exigent, plus ils ruinent et détruisent, plus on leur baille, plus on les sert, de tant plus ils se fortifient et deviennent toujours plus forts et plus frais pour anéantir et détruire tout ; et si on ne leur baille rien, si on ne leur obéit point, sans combattre, sans frapper, ils demeurent nus et défaits et ne sont plus rien, sinon que comme la racine, n’ayant plus d’humeur ou aliment, la branche devient sèche et morte. »
- On attribue à tort, semble-t-il, la citation suivante à ce texte, car elle ne peut être trouvée dans aucun des principaux textes publiés : « Les tyrans ne sont grands que parce que nous sommes à genoux ». En réalité, elle provient de Pierre Victurnien Vergniaud, célèbre avocat, homme politique et révolutionnaire français.

## Le texte de la Servitude volontaire

### Manuscrits
- É. de La Boétie, Discours de la Servitude volontaire (manuscrit de Robert Beale [Add. MS. 48043]), Londres, British Library, 157? (lire en ligne)
- É. de La Boétie, Discours de la Servitude volontaire (manuscrit de Mesmes), Paris, Bibliothèque nationale de France, 157? (lire en ligne)
- É. de La Boétie, Discours de la Servitude volontaire (manuscrit Mériadeck [Ms. 2199]), Bordeaux, Bibliothèques Virtuelles Humanistes, 1605 (lire en ligne)

### Premières éditions imprimées
- dialogi I. et II.,1574: :[dialogus secundus vue 147 p.1 argumentum et titre vue 148 p.2 reprises dans les mémoires p.127 à 134]
- dialogues I. et II.in "réveille-matin...", 1574:  [dialogue second: vue199 p.1, argument et titre: p.2 reprises dans les mémoires: p.180 à 190].
- É. de La Boétie, « Discours de la Servitude volontaire », dans Simon Goulart, Mémoires de l'estat de France, sous Charles neufiesme…, t. 3, Meidelbourg, Heinrich Wolf, 1577a (lire en ligne)
- É. de La Boétie, « Discours de la Servitude volontaire », dans Odet de La Noue, Vive description de la tyrannie, & des tyrans, avec les moyens de se garentir de leur joug, Reims, Jean Mouchar, 1577b (lire en ligne)

### Éditions modernes
- É. de La Boétie, « Discours de la Servitude volontaire », dans Michel de Montaigne, Essais, t. 5 (édition Pierre Coste), Genève, M. M. Bousquet & Comp., 1727 (lire en ligne), p. 74 à 136
- É. de La Boétie, Discours de la Servitude volontaire ou le Contr'un, Bruxelles, Les Marchands de Nouveautés, 1836 (lire en ligne)
- É. de La Boétie, « Discours de la Servitude volontaire », dans É. de La Boétie, Œuvres complètes d'Estienne de La Boëtie (édition Léon Feugère), Paris, Jules Delalain, 1846 (lire en ligne)
- É. de La Boétie, « Discours de la Servitude volontaire », dans É. de La Boétie, Œuvres complètes d'Estienne de La Boétie (édition Paul Bonnefon), Bordeaux – Paris, G. Gounouilhou – J. Rouam, 1892 (lire en ligne)

### Éditions contemporaines
- É. de La Boétie (préf. Nadia Gontarbert), De la servitude volontaire ou Contr'un, Paris, Gallimard, coll. « TEL », 1993
- É. de La Boétie (préf. Michel Magnien et Malcolm Smith), Discours de la Servitude volontaire ou Contr'un, Genève, Droz, coll. « Textes Littéraires Français », 2001
- É. de La Boétie (préf. Tristan Dagron, postface Philippe Audegean, Tristan Dagron, Laurent Gerbier, Florent Lillo, Olivier Remaud et Luc Tournon), Discours de la Servitude volontaire, Paris, J. Vrin, coll. « Bibliothèque des textes philosophiques », 2002a (lire en ligne)
- É. de La Boétie (préf. Miguel Abensour et Marcel Gauchet, postface Pierre Clastres et Claude Lefort), Discours de la servitude volontaire, Paris, Payot, coll. « Petite Bibliothèque Payot », 2002b
- É. de La Boétie (préf. Tristan Dagron, postface André Tournon), Discours de la servitude volontaire, Paris, J. Vrin, coll. « Bibliothèque des textes philosophiques – Poche », 2014
- É. de La Boétie (préf. Simone Goyard-Fabre, postface Raphaël Ehrsam, Laurent Gerbier et Michaël Boulet), Discours de la servitude volontaire, Paris, Flammarion, coll. « GF », 2016
- É. de La Boétie (postface Séverine Auffret), Discours de la servitude volontaire, Paris, Mille et une nuits, coll. « 1001 nuits », 2021
- É. de La Boétie (préf. Raoul Vaneigem), Discours de la servitude volontaire, Thervay, Exuvie, 2022
- É. de La Boétie (préf. Arlette Jouanna, Francine Markovits et André Pessel, postface Miguel Abensour, Pascal Quignard et James C. Scott), Discours de la Servitude volontaire, Paris, Klincksieck, coll. « Critique de la politique », 2022

### Éditions numériques
- É. de La Boétie, « Discours de la Servitude volontaire ou Contr'un » [PDF] (manuscrit de Mesme), sur Les Classiques des sciences sociales, 2010
- É. de La Boétie, « Discours de la Servitude volontaire ou Contr'un » [PDF], sur singulier.eu (consulté le 24 novembre 2022)

### Études sur le texte
- Pierre Villey, « Le véritable auteur du Discours de la Servitude volontaire Montaigne ou La Boétie ? », Revue d'Histoire littéraire de la France, vol. 13e Année, no 4,‎ 1906, p. 727-736 (lire en ligne )
- L. Delaruelle, « L'inspiration antique dans le Discours de la Servitude volontaire », Revue d'Histoire littéraire de la France, vol. 17e Année, no 1,‎ 1910, p. 34-72 (lire en ligne )
- Juan Vicente Cortes-Cuadra, « Histoire critique des interprétations du Discours de la servitude volontaire », Réforme, Humanisme, Renaissance, no 74,‎ 2012, p. 61-70 (lire en ligne)
- Jean Balsamo et Déborah Knop, De la Servitude volontaire : Rhétorique et politique en France sous les derniers Valois, Mont-Saint-Aignan, Presses universitaires de Rouen et du Havre, coll. « Cours », 2014 (lire en ligne)
- Raoul Vaneigem, « Discours de la servitude volontaire, livre de Étienne de La Boétie », Encyclopédie Universalis,‎ 2015 (lire en ligne)
- Philippe Desan, « Le Discours de la servitude volontaire et la cause protestante : les paradoxes de la réception de La Boétie », Studi Francesi, vol. LXI-II, no 182,‎ 2017, p. 211-222 (lire en ligne)
- Anne-Marie Cocula-Vailliéres, Étienne de la Boétie et le destin du Discours de la servitude volontaire, Paris, Classiques Garnier, coll. « Études Montaignistes », 2018
- John O’Brien et Marc Schachter (éd.), La première circulation de la Servitude volontaire en France et au-delà, Paris, Honoré Champion, coll. « Bibliothèque littéraire de la Renaissance – Série 4 », 2019

### Études à partir du texte
- Xavier Bekaert, Anarchisme, violence et non-violence : Petite anthologie de la révolution non-violente chez les principaux précurseurs et théoriciens de l’anarchisme, Bruxelles-Paris, Le Monde libertaire - Alternative libertaire (Belgique), mars 2000, 76 p. (ISBN 978-2-903013-93-6 et 2-903013-93-4, lire en ligne), p. 32-33
- Philippe Coutant, « L’idée libertaire et La Boétie », sur libertaire.free.fr, 13 décembre 2000
- Xavier Bekaert, « Anarchisme et non-violence : La servitude volontaire expliquée par La Boétie », Réfractions, no 8,‎ 2002 (lire en ligne)
- Fabio Ciaramelli, « Crise de la démocratie, nature humaine et servitude volontaire », Réfractions, no 12,‎ printemps 2004 (lire en ligne)
- Miguel Abensour, « Du bon usage de l'hypothèse de la servitude volontaire ? », Réfractions, no 17,‎ hiver 2006 (lire en ligne)
- Msigismond, « La Boétie – Discours de la servitude volontaire », Le Comptoir,‎ 22 octobre 2014 (lire en ligne)
- Johan Rivalland, « La Boétie : Discours de la servitude volontaire », Contrepoints,‎ 18 août 2016 (lire en ligne)
- Hicham-Stéphane AFEISSA, « Pour une histoire de la servitude volontaire », sur Nonfiction, 2 juillet 2020 (consulté le 3 juillet 2020)
- Jean-Louis Lascoux, « Si vous ne tenez pas les brides de votre pensée d'autres s'en saisiront: Pour en finir avec la servitude volontaire » Les Impliqués, 4 mai 2023